# برگوندا
برگوندا (به اسپانیایی: Bergondo) یکی از دهستان‌های اسپانیا است.

## خصوصیات
برگوندا ۳۲٫۸۵ کیلومترمربع مساحت و ۶٬۴۱۳ نفر جمعیت دارد.